# Otoppia midas
Otoppia midas är en kvalsterart som först beskrevs av Balogh 1964.  Otoppia midas ingår i släktet Otoppia och familjen Oppiidae. Inga underarter finns listade i Catalogue of Life.